# タナゴ亜科
タナゴ亜科（タナゴあか、学名: Acheilognathinae）は、コイ目・コイ科に属する亜科の一つ。オスに鮮やかな婚姻色が出ることと、二枚貝の体内に産卵する習性が知られた淡水魚のグループである。模式属はタナゴ属。日本を含むユーラシア大陸に広く分布し、5属60種ほどが知られる。特に日本、朝鮮半島、中国などの東アジアは種類が多い。
コイ目全体の系統解析によるとタナゴ亜科に最も近い魚はアカヒレである。
総称として「タナゴ」も用いられるが、タナゴはこの分類群の中の一種 Acheilognathus melanogaster の標準和名でもあり、留意が必要である。

## 分類
- タナゴ属 Acheilognathus - タナゴ、カネヒラ、イタセンパラ、イチモンジタナゴ、シロヒレタビラ、セボシタビラ、ゼニタナゴ、オオタナゴなど
- タイワンタナゴ属 Paratanakia - タイワンタナゴ　キヒレタイワンタナゴ
- バラタナゴ属 Rhodeus - バラタナゴ（ニッポンバラタナゴ、タイリクバラタナゴ）、カゼトゲタナゴ、スイゲンゼニタナゴ、ヨーロッパタナゴなど
- Sinorhodeus 属　シーナンタナゴ
- また、Acheilognathus meridianusを中国の文献ではParacheilognathus属として単型として扱われる場合もある。
- アブラボテ属 Tanakia - アブラボテ、ヤリタナゴ、ミヤコタナゴ(Pseudorhodeus属として単型とする説もあり)　コウライボテ　チョウセンボテ　ソムジンボテ　ラクトウボテ

日本には3属18種（2007年、タビラがシロヒレタビラ・アカヒレタビラ・キタノアカヒレタビラ・ミナミアカヒレタビラ・セボシタビラの5亜種に記載）が分布するが、このうちタイリクバラタナゴとオオタナゴの2種類は中国などから移入した外来種であり、カネヒラとヤリタナゴを除く14種は全て固有種、固有亜種である。

## 形態・生態
体は左右に押しつぶされたような側扁形で、種類によっては口元にコイのような一対のひげをもつものもいる。全長はいずれも数cm - 10cm程度で、メダカとフナの中間くらいだが、オオタナゴやカネヒラ、イタセンパラなど10cmを超える種類もいる。同じ種類内ではオスがメスより大きい場合が多い。
河川や湖沼、その周辺の湧水、用水路、ため池などの淡水域に生息する。食性は雑食性で、藻類、水草、プランクトン、小型の水生昆虫や甲殻類、魚卵など、様々なものを食べる。イタセンパラやカネヒラなど種によっては植物食への偏りがみられ、植物質の食物は動物質のものに比べ消化、吸収が難しいことから腸の長さが長くなる。一方、アブラボテやカゼトゲタナゴは腸の長さが比較的短い。
突然変異では、透明鱗や半透明鱗、後天性透明鱗、乱鱗、ブルー鱗 (赤色色素胞の欠如) 、アルビノ、白変個体、鰭条の条数の増減、産卵管のあるオス、二又の産卵管などの個体が知られている。

### 繁殖行動
タナゴ類は大多数がイシガイ科やカワシンジュガイ科の淡水生大型二枚貝類に産卵し、孵化した仔魚もしばらく二枚貝の体内で生活するのが特徴である。産卵に利用される二枚貝を産卵母貝という。どの貝に産卵するかの選択には、種や地域集団ごとに異なる傾向がみられる。同じコイ科のヒガイ類（アブラヒガイやカワヒガイなど）も二枚貝の中に産卵することが知られるが、タナゴ類と異なり入水管から産卵管を挿入し、 外套腔の外側に産みつける点が異なる。また、産卵母貝のない場合は転石の下に産みつける場合もあると言われている。シーナンタナゴなどの一部の種ではシジミ類を産卵に利用し、国産のタナゴ類においても稀に利用する事があるが、多くは孵化できずに失敗する。
ほとんどの種は春から夏に繁殖するが、国産種ではカネヒラ・ゼニタナゴ・イタセンパラの3種、外国産種ではトンキントゲタナゴなどが秋産卵型である。しかし、秋産卵型であるカネヒラも個体により春産卵を行う場合もある。繁殖期のオスは光沢のある鮮やかな婚姻色を発現し、吻先に追星（おいぼし）ができる。鮮やかなオスはメスに優秀な遺伝子であることを示すが、天敵に狙われやすい。その点、高い捕食圧に晒されながら生き抜いている大型のオスはメスから選ばれやすい。一方、メスに目立つ婚姻色は出ないが、産卵管が細長く伸びる。稀に産卵管のあるオスが出現することもある。
オス同士は条件のよい二枚貝をめぐって争うが、セボシタビラやアブラボテ、ミヤコタナゴなどの種ではオスとは別にメスに縄張りを保持し、メス同士も頻繁に闘争を行う。メスは二枚貝の出水管に素早く産卵管を差しこみ、二枚貝の外套腔内に卵を産みつける。このとき、メスは産卵管を先端から出水管に挿入するのではなく、柔軟な産卵管の付け根を出水間の出口にあてがい、体内から体液とともに卵の塊を押し出す。産卵管は内部を通過する卵と体液の圧力でしなって付け根から貝の体内に飛び込み、貝の鰓の間に卵を導く。メスが飛び退くと今度はオスが素早く二枚貝の上にやってきて、二枚貝の入水管付近に放精する。縄張りを持つ個体は大型の婚姻色を良好に発現したオスであるが、縄張りを保持することのできないオスは、縄張りにペアが見ていない隙に放精を行う。この行動をスニーキングと呼ばれ、タナゴ類の生息密度に対し二枚貝が少ない場合に多い。また、バラタナゴでは、婚姻色を殆ど発現させず成熟していても背鰭の黒斑が消えない個体がおり、メスに擬態するオスが確認されている。メス擬態オスは、他のオスの縄張り内で警戒されずに容易に放精をすることでき、その性質は遺伝するとも言われている。三重県櫛田川水系の水域のヤリタナゴでは、二枚貝に産卵管を挿入しているメスの両側に左右2匹のオスが体を小刻み震える事で産卵を促し、2匹が同時に放精する様子が確認されている。他の種類や同種の異なる産地では確認されていないようである。
タナゴ類の卵は直径数mmほどの楕円形や鶏卵形で、コイ科魚類の中では大粒の部類に入る。卵は二枚貝の体内で受精し数日のうちに孵化するが、仔魚は孵化後3週間から1か月、秋産卵型の場合は半年ほども二枚貝の体内に留まり、卵黄を吸収しながら成長する。この間、多くの種では卵黄嚢にさまざまな形の突起が発達し、仔魚が貝の鰓葉内に留まるのを助ける。仔魚は卵黄を吸収して貝から泳ぎ出る頃には全長1cm近くまで成長している。
タナゴ亜科の魚の雑種では、ほとんどの種は不妊のオスのみが産まれるが、ヤリタナゴとアブラボテ、ニッポンバラタナゴとタイリクバラタナゴ、カゼトゲタナゴとスイゲンゼニタナゴ、異なるタビラの組み合わせでは同じ比率の性差であり、累代可能である。
また、タナゴとタビラ、イチモンジタナゴとタビラでは、稀に妊性を持つ雌が産まれる場合がある。
ほとんどのタナゴ亜科ではどの組み合わせでも雑種を作ることが可能だが、イタセンパラやコウライボテ、タイワンタナゴなどは他種との雑種を作る事ができず、卵の段階で成長が止まってしまう。
また、秋産卵型でもカネヒラと他の春産卵型タナゴ類との交雑は可能である。

タナゴ類の宿主となる二枚貝類には、魚類の鰓や鰭に付着するグロキディウム（Glochidium）という幼生期がある。この時期は淡水魚各種のひれなどに殻にある牙で食いついて皮膚の中に潜り込み、場合によっては養分を摂取しながら長期間寄生して、親貝から離れた場所に分布を広げている。このときにタナゴ類が宿主となることはほとんどなく、日本産のイシガイ類ではヨシノボリやオイカワ、ドジョウなどを宿主とするものが多い。そのため、タナゴ類の保護にはイシガイ類だけでなくグロキディウム幼生の宿主となる他魚種の保護も必須となる。

## 人間との関係
タナゴ類はフナ・モツゴ・モロコなどとともに一般的にみられる淡水魚で、地域ごとにさまざまの種類や地方名（方言）がある。地方名には、ニガブナ（日本各地）、ボテ（琵琶湖周辺）、ベンチョコ（福岡県）、シュブタ（筑後川流域）、センパラ（濃尾平野）などがある。「ニガブナ（苦鮒）」という呼称は、食べると苦味があることに由来する。これはタナゴの英名"Bitterling"（苦い小魚）にも共通する。
タナゴやヤリタナゴなどは関東地方では食用として他の小魚とともに漁獲され、通常は佃煮や甘露煮などの加工食品として流通する。食べ物としての旬は冬とされる。
タナゴ釣りは、江戸時代には大名や大奥女官ら上流階級の高尚な趣味とされ、蒔絵などを施した典雅な釣り竿が用いられたとも言われるが、実際には庶民を含め多くの人が釣りを親しんでいたようである。釣り餌にはイラガの繭の中で越冬している前蛹が「玉虫」と呼ばれて珍重され、これの頭部を切断して切り口から体内組織を微細な釣り針に引っ掛けて少しずつ引き出し、丸く絡めて用いた。現代においても釣り趣味のジャンルの一つとして確立している。
しかし高度経済成長期以降は圃場整備、ブラックバスやブルーギルなど肉食性淡水魚の移入、農薬使用量の増加など、タナゴを取り巻く環境が大きく変化した。かつては身近な淡水魚であったタナゴ類も、産卵床となる二枚貝類や他の小魚とともに生息地を追われた。さらに鮮やかな婚姻色から観賞魚としても注目を浴び、各地でタナゴ類の乱獲が起こるようになった。また、一部の無秩序な釣り人による放流行為により、遺伝子汚染や在来の他種との競合により問題となっている。
ミヤコタナゴとイタセンパラは1974年に国の天然記念物に、セボシタビラは2020年に国内希少野生動植物種に種として指定され、無許可の採捕や飼育は禁止されている。他にも環境省レッドリストでほとんどの在来のタナゴが絶滅危惧種としてリストアップされているため、各地で保護活動が行われている（2007年改訂版）。
- 絶滅危惧IA類(CR) - ミヤコタナゴ、イタセンパラ、ニッポンバラタナゴ、スイゲンゼニタナゴ、ゼニタナゴ、イチモンジタナゴ、セボシタビラ
- 絶滅危惧IB類(EN) - カゼトゲタナゴ、タナゴ、シロヒレタビラ、アカヒレタビラ
- 準絶滅危惧(NT) - ヤリタナゴ、アブラボテ

環境悪化により、静岡県や群馬県などではヤリタナゴ、三重県櫛田川水系の一部ではシロヒレタビラやアブラボテ、長崎県ではカゼトゲタナゴやニッポンバラタナゴ、アブラボテなどのように、自治体や条例によって地域レベルでの捕獲を禁じている場所もかなり多い。
一方、中国から侵入したオオタナゴ・タイリクバラタナゴは日本国内で分布を広げている。タイリクバラタナゴは日本在来種のニッポンバラタナゴと交雑して遺伝子汚染を起こし、オオタナゴは体格差でタナゴ、アカヒレタビラとの競争で優位に立ち霞ヶ浦で急速に増殖した。両者はそれぞれ、環境省の要注意外来生物・特定外来生物に指定されている。イチモンジタナゴやカネヒラ、シロヒレタビラは、アユなど有用魚類の放流時に種苗が混入するなどして分布を広げた例が報告されている。
前述の経緯から、乱獲・密漁防止のため詳細な生息地を原則公開しない、他地域の生物（外来種）を持ち込まない、採取しすぎないなど、地域住民・行政・研究者・愛好家などが一体となって保護に協力することが求められる。

## おもな種類
タナゴ Acheilognathus melanogaster Bleeker, 1860
マタナゴとも呼ばれる。側線は完全。全長10cm前後で、極めて短い口ひげがある。他の種類に比べて体高が低い。体側の後半部には桃色と青緑色の縦線がある。オスの婚姻色は背中が青紫、体側が淡桃色、腹側や背びれが黒、尻びれの縁が白くなる。日本の固有種で、関東地方と東北地方の太平洋岸に分布する。カラスガイやなどに産卵する。
カネヒラ A. rhombeus (Temminck and Schlegel, 1846)
側線は完全。全長12cmほどに達し、日本産タナゴの最大種である。イシガイなどに産卵する。琵琶湖淀川水系以西の本州と九州北部、朝鮮半島西部に分布するが、関東地方や東北地方、北陸地方にも移入している。
イチモンジタナゴ A. cyanostigma Jordan and Fowler, 1903
側線は不完全。全長8cmほどで体高が低い。鰓蓋後方から尾の前まで、体側に青緑色の縦線が一本走っていることから「一文字」の名がある。琵琶湖・淀川水系、福井県三方五湖周辺、濃尾平野などに分布するが、濃尾平野では琵琶湖産の移入により遺伝子汚染が起きており、四国や東北地方、熊本県にも定着している。
イタセンパラ A. longipinnis Regan, 1905
側線は完全。全長12cmに達し、日本産タナゴの中ではカネヒラに次ぐ大きさである。また、体高が高いのも特徴である。オスの婚姻色は体側が赤紫色、腹が黒、腹びれと尻びれと背びれに白い模様が出る。大阪府淀川水系、濃尾平野、富山県氷見市などに分布する。国の天然記念物及び国内希少野生動植物種に指定されている。
オオタナゴ A. macropterus (Bleeker, 1871)
側線は完全。カネヒラよりもさらに大型で全長20cmに達するものもいる。ベトナムから中国、朝鮮半島まで分布するが、中国産ヒレイケチョウガイの移植により、2000年頃から日本の関東地方にも定着が確認され、在来種への影響が懸念されている。
アブラボテ Tanakia limbata (Temminck and Schlegel, 1846)
側線は完全。全長5cmほど。口ひげがあり、他の種類よりも黒みが強い。オスの婚姻色は褐色が強く、和名通り油を思わせる。背びれと尻びれの縁が黒い。濃尾平野以西の本州、四国の瀬戸内海側、鹿児島県以北の九州に分布する。
ヤリタナゴ T. lanceolata (Temminck and Schlegel, 1846)
側線は完全。全長10cmほどで、長い口ひげがあり、体高はやや低い。オスの婚姻色は体側、背びれ先端、尻びれの縁に朱色が出る。北海道と九州南部を除く日本本土に分布し、日本以外では朝鮮半島や中国の一部にも分布する。関東地方と東北地方太平洋側の個体群は移植が疑われている。
ミヤコタナゴ T. tanago (Tanaka, 1909)
全長5cmほど。オスの婚姻色は体側にオレンジ色が出て、背びれの縁に白、腹びれと尻びれの縁に黒、そのすぐ内側に白の帯がある。おもにマツカサガイに産卵する。関東地方の限られた地域だけに分布し、国の天然記念物及び国内希少野生動植物種に指定されている。
バラタナゴ Rhodeus ocellatus (Kner, 1866)
日本在来種のニッポンバラタナゴ R. o. kurumeus Jordan and Thompson, 1914 と、中国、朝鮮半島、台湾に分布するタイリクバラタナゴ R. o. ocellatus (Kner, 1866) とがいる。日本では移入されたタイリクバラタナゴが各地でニッポンバラタナゴと交雑し、遺伝子汚染を起こしている。
カゼトゲタナゴ R. atremius atremius (Jordan and Thompson, 1914)
全長4-5cmの小型種。体側に縦帯があり、口ひげはない。九州北部および壱岐島に分布する。スイゲンゼニタナゴの亜種とする分類もある。婚姻色は体側が桃色、背鰭と尻鰭が朱色、下腹部が黒くなり、縦帯が青くなる。
ヨーロッパタナゴ R. amarus (Bloch, 1782)
ヨーロッパ原産種。ローヌ川流域からネヴァ川にかけて分布する。Bitterling（タナゴ類）の呼称は本種のみを指して使われる場合も多い。全長10cm。かつては人間の妊娠判定に利用されていた。